# تپه گورستان ساربانلار
تپه قبرستان ساربانلار مربوط به سده‌های میانه دوران‌های تاریخی پس از اسلام است و در شهرستان مشگین‌شهر، بخش مرکزی، دهستان مشکین شرقی، روستای ساربانلار واقع شده و این اثر در تاریخ ۱۲ دی ۱۳۸۶ با شمارهٔ ثبت ۲۰۳۴۵ به‌عنوان یکی از آثار ملی ایران به ثبت رسیده است.